# Liste der Nummer-eins-R&B-Alben in den USA (2012)
Dies ist eine Liste der Nummer-eins-Alben in den von Billboard ermittelten Verkaufscharts für R&B- sowie Rap-Alben in den USA im Jahr 2012. In diesem Jahr erreichten vierundzwanzig R&B-Alben und zweiundzwanzig Rap-Alben Nummer-eins-Status.

## R&B-Alben (Top 75)
| ← 2011 ← | Liste der Nummer-eins-R&B-Alben in den USA | Liste der Nummer-eins-R&B-Alben in den USA | Liste der Nummer-eins-R&B-Alben in den USA           | 2013 →                    |
| \| Zeitraum \| Wo. ges. \| Interpret \| Titel \| Zusätzliche Informationen \| \| (Zeitraum, Wochen auf Platz eins, Interpret, Titel, zusätzliche Informationen) \| \| \| \| \| \| ------------------------------------------------------------------------------ \| -------- \| ----------------------- \| -------------------------------------------------------- \| ------------------------- \| \| 31. Dezember 2011 – 6. Januar 2012 1 Woche (insgesamt 3) \| 3 \| Drake \| Take Care[1] \| – \| \| 7. Januar 2012 – 13. Januar 2012 1 Woche (insgesamt 1) \| 1 \| Young Jeezy \| TM:103 Hustlerz Ambition[2] \| – \| \| 14. Januar 2012 – 10. Februar 2012 4 Wochen (insgesamt 7) \| 7 \| Drake \| Take Care \| – \| \| 11. Februar 2012 – 17. Februar 2012 1 Woche (insgesamt 1) \| 1 \| Seal \| Soul 2[3] \| – \| \| 18. Februar 2012 – 9. März 2012 3 Wochen (insgesamt 10) \| 10 \| Drake \| Take Care \| – \| \| 10. März 2012 – 23. März 2012 2 Wochen (insgesamt 2) \| 2 \| Tyga \| Careless World: Rise of the Last King[4] \| – \| \| 24. März 2012 – 6. April 2012 2 Wochen (insgesamt 12) \| 12 \| Drake \| Take Care \| – \| \| 7. April 2012 – 13. April 2012 1 Woche (insgesamt 1) \| 1 \| Odd Future \| The OF Tape Vol. 2[5] \| – \| \| 14. April 2012 – 20. April 2012 1 Woche (insgesamt 1) \| 1 \| Melanie Fiona \| The MF Life[6] \| – \| \| 21. April 2012 – 18. Mai 2012 4 Wochen (insgesamt 4) \| 4 \| Nicki Minaj \| Pink Friday: Roman Reloaded[7] \| – \| \| 19. Mai 2012 – 25. Mai 2012 1 Woche (insgesamt 1) \| 1 \| B.o.B \| Strange Clouds[8] \| – \| \| 26. Mai 2012 – 1. Juni 2012 1 Woche (insgesamt 1) \| 1 \| Tank \| This Is How I Feel[9] \| – \| \| 2. Juni 2012 – 22. Juni 2012 3 Wochen (insgesamt 7) \| 7 \| Nicki Minaj \| Pink Friday: Roman Reloaded \| – \| \| 23. Juni 2012 – 29. Juni 2012 1 Woche (insgesamt 1) \| 1 \| Big K.R.I.T. \| Live from the Underground[10] \| – \| \| 30. Juni 2012 – 13. Juli 2012 2 Wochen (insgesamt 2) \| 2 \| Usher \| Looking 4 Myself[11] \| – \| \| 14. Juli 2012 – 20. Juli 2012 1 Woche (insgesamt 1) \| 1 \| Maybach Music Group \| Self Made Vol. 2[12] \| – \| \| 21. Juli 2012 – 27. Juli 2012 1 Woche (insgesamt 1) \| 1 \| Chris Brown \| Fortune[13] \| – \| \| 28. Juli 2012 – 3. August 2012 1 Woche (insgesamt 1) \| 1 \| Frank Ocean \| Channel Orange[14] \| – \| \| 4. August 2012 – 17. August 2012 2 Wochen (insgesamt 2) \| 2 \| Nas \| Life Is Good[15] \| – \| \| 18. August 2012 – 31. August 2012 2 Wochen (insgesamt 2) \| 2 \| Rick Ross \| God Forgives, I Don’t[16] \| – \| \| 1. September 2012 – 7. September 2012 1 Woche (insgesamt 1) \| 1 \| 2 Chainz \| Based on a T.R.U. Story[17] \| – \| \| 8. September 2012 – 14. September 2012 1 Woche (insgesamt 1) \| 1 \| Trey Songz \| Chapter V[18] \| – \| \| 15. September 2012 – 21. September 2012 1 Woche (insgesamt 1) \| 1 \| Slaughterhouse \| Welcome to: Our House[19] \| – \| \| 22. September 2012 – 5. Oktober 2012 2 Wochen (insgesamt 3) \| 3 \| 2 Chainz \| Based on a T.R.U. Story \| – \| \| 6. Oktober 2012 – 12. Oktober 2012 1 Woche (insgesamt 1) \| 1 \| GOOD Music \| Cruel Summer[20] \| – \| \| 13. Oktober 2012 – 19. Oktober 2012 1 Woche (insgesamt 1) \| 1 \| Lupe Fiasco \| Food & Liquor II: The Great American Rap Album Pt. 1[21] \| – \| \| 20. Oktober 2012 – 26. Oktober 2012 1 Woche (insgesamt 1) \| 1 \| Miguel \| Kaleidoscope Dream[22] \| – \| \| 27. Oktober 2012 – 2. November 2012 1 Woche (insgesamt 1) \| 1 \| Macklemore & Ryan Lewis \| The Heist[23] \| – \| \| 3. November 2012 – 9. November 2012 1 Woche (insgesamt 1) \| 1 \| Brandy \| Two Eleven[24] \| – \| \| 10. November 2012 – 16. November 2012 1 Woche (insgesamt 1) \| 1 \| Kendrick Lamar \| Good Kid, M.A.A.D City[25] \| – \| \| 17. November 2012 – 23. November 2012 1 Woche (insgesamt 1) \| 1 \| Meek Mill \| Dreams and Nightmares[26] \| – \| \| 24. November 2012 – 30. November 2012 1 Woche (insgesamt 1) \| 1 \| Ne-Yo \| R.E.D.[27] \| – \| \| 1. Dezember 2012 – 7. Dezember 2012 1 Woche (insgesamt 1) \| 1 \| The Weeknd \| Trilogy[28] \| – \| \| 8. Dezember 2012 – 14. Dezember 2012 1 Woche (insgesamt 1) \| 1 \| Rihanna \| Unapologetic[29] \| – \| \| 15. Dezember 2012 – 21. Dezember 2012 1 Woche (insgesamt 1) \| 1 \| Alicia Keys \| Girl on Fire[30] \| – \| \| 22. Dezember 2012 – 28. Dezember 2012 1 Woche (insgesamt 1) \| 1 \| Wiz Khalifa \| O.N.I.F.C.[31] \| – \| |                                            |                                            |                                                      |                           |
| ← 2011 |                                            |                                            |                                                      | → 2013 →                  |
| Zeitraum | Wo. ges.                                   | Interpret                                  | Titel                                                | Zusätzliche Informationen |
| (Zeitraum, Wochen auf Platz eins, Interpret, Titel, zusätzliche Informationen) |                                            |                                            |                                                      |                           |
| 31. Dezember 2011 – 6. Januar 2012 1 Woche (insgesamt 3) | 3                                          | Drake                                      | Take Care                                            | –                         |
| 7. Januar 2012 – 13. Januar 2012 1 Woche (insgesamt 1) | 1                                          | Young Jeezy                                | TM:103 Hustlerz Ambition                             | –                         |
| 14. Januar 2012 – 10. Februar 2012 4 Wochen (insgesamt 7) | 7                                          | Drake                                      | Take Care                                            | –                         |
| 11. Februar 2012 – 17. Februar 2012 1 Woche (insgesamt 1) | 1                                          | Seal                                       | Soul 2                                               | –                         |
| 18. Februar 2012 – 9. März 2012 3 Wochen (insgesamt 10) | 10                                         | Drake                                      | Take Care                                            | –                         |
| 10. März 2012 – 23. März 2012 2 Wochen (insgesamt 2) | 2                                          | Tyga                                       | Careless World: Rise of the Last King                | –                         |
| 24. März 2012 – 6. April 2012 2 Wochen (insgesamt 12) | 12                                         | Drake                                      | Take Care                                            | –                         |
| 7. April 2012 – 13. April 2012 1 Woche (insgesamt 1) | 1                                          | Odd Future                                 | The OF Tape Vol. 2                                   | –                         |
| 14. April 2012 – 20. April 2012 1 Woche (insgesamt 1) | 1                                          | Melanie Fiona                              | The MF Life                                          | –                         |
| 21. April 2012 – 18. Mai 2012 4 Wochen (insgesamt 4) | 4                                          | Nicki Minaj                                | Pink Friday: Roman Reloaded                          | –                         |
| 19. Mai 2012 – 25. Mai 2012 1 Woche (insgesamt 1) | 1                                          | B.o.B                                      | Strange Clouds                                       | –                         |
| 26. Mai 2012 – 1. Juni 2012 1 Woche (insgesamt 1) | 1                                          | Tank                                       | This Is How I Feel                                   | –                         |
| 2. Juni 2012 – 22. Juni 2012 3 Wochen (insgesamt 7) | 7                                          | Nicki Minaj                                | Pink Friday: Roman Reloaded                          | –                         |
| 23. Juni 2012 – 29. Juni 2012 1 Woche (insgesamt 1) | 1                                          | Big K.R.I.T.                               | Live from the Underground                            | –                         |
| 30. Juni 2012 – 13. Juli 2012 2 Wochen (insgesamt 2) | 2                                          | Usher                                      | Looking 4 Myself                                     | –                         |
| 14. Juli 2012 – 20. Juli 2012 1 Woche (insgesamt 1) | 1                                          | Maybach Music Group                        | Self Made Vol. 2                                     | –                         |
| 21. Juli 2012 – 27. Juli 2012 1 Woche (insgesamt 1) | 1                                          | Chris Brown                                | Fortune                                              | –                         |
| 28. Juli 2012 – 3. August 2012 1 Woche (insgesamt 1) | 1                                          | Frank Ocean                                | Channel Orange                                       | –                         |
| 4. August 2012 – 17. August 2012 2 Wochen (insgesamt 2) | 2                                          | Nas                                        | Life Is Good                                         | –                         |
| 18. August 2012 – 31. August 2012 2 Wochen (insgesamt 2) | 2                                          | Rick Ross                                  | God Forgives, I Don’t                                | –                         |
| 1. September 2012 – 7. September 2012 1 Woche (insgesamt 1) | 1                                          | 2 Chainz                                   | Based on a T.R.U. Story                              | –                         |
| 8. September 2012 – 14. September 2012 1 Woche (insgesamt 1) | 1                                          | Trey Songz                                 | Chapter V                                            | –                         |
| 15. September 2012 – 21. September 2012 1 Woche (insgesamt 1) | 1                                          | Slaughterhouse                             | Welcome to: Our House                                | –                         |
| 22. September 2012 – 5. Oktober 2012 2 Wochen (insgesamt 3) | 3                                          | 2 Chainz                                   | Based on a T.R.U. Story                              | –                         |
| 6. Oktober 2012 – 12. Oktober 2012 1 Woche (insgesamt 1) | 1                                          | GOOD Music                                 | Cruel Summer                                         | –                         |
| 13. Oktober 2012 – 19. Oktober 2012 1 Woche (insgesamt 1) | 1                                          | Lupe Fiasco                                | Food & Liquor II: The Great American Rap Album Pt. 1 | –                         |
| 20. Oktober 2012 – 26. Oktober 2012 1 Woche (insgesamt 1) | 1                                          | Miguel                                     | Kaleidoscope Dream                                   | –                         |
| 27. Oktober 2012 – 2. November 2012 1 Woche (insgesamt 1) | 1                                          | Macklemore & Ryan Lewis                    | The Heist                                            | –                         |
| 3. November 2012 – 9. November 2012 1 Woche (insgesamt 1) | 1                                          | Brandy                                     | Two Eleven                                           | –                         |
| 10. November 2012 – 16. November 2012 1 Woche (insgesamt 1) | 1                                          | Kendrick Lamar                             | Good Kid, M.A.A.D City                               | –                         |
| 17. November 2012 – 23. November 2012 1 Woche (insgesamt 1) | 1                                          | Meek Mill                                  | Dreams and Nightmares                                | –                         |
| 24. November 2012 – 30. November 2012 1 Woche (insgesamt 1) | 1                                          | Ne-Yo                                      | R.E.D.                                               | –                         |
| 1. Dezember 2012 – 7. Dezember 2012 1 Woche (insgesamt 1) | 1                                          | The Weeknd                                 | Trilogy                                              | –                         |
| 8. Dezember 2012 – 14. Dezember 2012 1 Woche (insgesamt 1) | 1                                          | Rihanna                                    | Unapologetic                                         | –                         |
| 15. Dezember 2012 – 21. Dezember 2012 1 Woche (insgesamt 1) | 1                                          | Alicia Keys                                | Girl on Fire                                         | –                         |
| 22. Dezember 2012 – 28. Dezember 2012 1 Woche (insgesamt 1) | 1                                          | Wiz Khalifa                                | O.N.I.F.C.                                           | –                         |

## Rap-Alben (Top 25)
| ← 2011 ← | Liste der Nummer-eins-R&B-Alben in den USA | Liste der Nummer-eins-R&B-Alben in den USA | Liste der Nummer-eins-R&B-Alben in den USA           | 2013 →                    |
| \| Zeitraum \| Wo. ges. \| Interpret \| Titel \| Zusätzliche Informationen \| \| (Zeitraum, Wochen auf Platz eins, Interpret, Titel, zusätzliche Informationen) \| \| \| \| \| \| ------------------------------------------------------------------------------ \| -------- \| ----------------------- \| ---------------------------------------------------- \| ------------------------- \| \| 31. Dezember 2011 – 6. Januar 2012 1 Woche (insgesamt 5) \| 5 \| Drake \| Take Care \| – \| \| 7. Januar 2012 – 13. Januar 2012 1 Woche (insgesamt 1) \| 1 \| Young Jeezy \| TM:103 Hustlerz Ambition \| – \| \| 14. Januar 2012 – 9. März 2012 8 Wochen (insgesamt 13) \| 13 \| Drake \| Take Care \| – \| \| 10. März 2012 – 23. März 2012 2 Wochen (insgesamt 2) \| 2 \| Tyga \| Careless World: Rise of the Last King \| – \| \| 24. März 2012 – 6. April 2012 2 Wochen (insgesamt 15) \| 15 \| Drake \| Take Care \| – \| \| 7. April 2012 – 13. April 2012 1 Woche (insgesamt 1) \| 1 \| Odd Future \| The OF Tape Vol. 2 \| – \| \| 14. April 2012 – 20. April 2012 1 Woche (insgesamt 16) \| 16 \| Drake \| Take Care \| – \| \| 21. April 2012 – 18. Mai 2012 4 Wochen (insgesamt 4) \| 4 \| Nicki Minaj \| Pink Friday: Roman Reloaded \| – \| \| 19. Mai 2012 – 1. Juni 2012 2 Wochen (insgesamt 2) \| 2 \| B.o.B \| Strange Clouds \| – \| \| 2. Juni 2012 – 22. Juni 2012 3 Wochen (insgesamt 7) \| 7 \| Nicki Minaj \| Pink Friday: Roman Reloaded \| – \| \| 23. Juni 2012 – 29. Juni 2012 1 Woche (insgesamt 1) \| 1 \| Big K.R.I.T. \| Live from the Underground \| – \| \| 30. Juni 2012 – 6. Juli 2012 1 Woche (insgesamt 1) \| 1 \| Waka Flocka Flame \| Triple F Life: Friends, Fans & Family[32] \| – \| \| 7. Juli 2012 – 13. Juli 2012 1 Woche (insgesamt 1) \| 1 \| Various Artists \| Let It Shine[33] \| – \| \| 14. Juli 2012 – 3. August 2012 3 Wochen (insgesamt 3) \| 3 \| Maybach Music Group \| Self Made Vol. 2 \| – \| \| 4. August 2012 – 17. August 2012 2 Wochen (insgesamt 2) \| 2 \| Nas \| Life Is Good \| – \| \| 18. August 2012 – 31. August 2012 2 Wochen (insgesamt 2) \| 2 \| Rick Ross \| God Forgives, I Don’t \| – \| \| 1. September 2012 – 14. September 2012 2 Wochen (insgesamt 2) \| 2 \| 2 Chainz \| Based on a T.R.U. Story \| – \| \| 15. September 2012 – 21. September 2012 1 Woche (insgesamt 1) \| 1 \| Slaughterhouse \| Welcome to: Our House \| – \| \| 22. September 2012 – 28. September 2012 1 Woche (insgesamt 1) \| 1 \| Lecrae \| Gravity[34] \| – \| \| 29. September 2012 – 5. Oktober 2012 1 Woche (insgesamt 3) \| 3 \| 2 Chainz \| Based on a T.R.U. Story \| – \| \| 6. Oktober 2012 – 12. Oktober 2012 1 Woche (insgesamt 1) \| 1 \| GOOD Music \| Cruel Summer \| – \| \| 13. Oktober 2012 – 19. Oktober 2012 1 Woche (insgesamt 1) \| 1 \| Lupe Fiasco \| Food & Liquor II: The Great American Rap Album Pt. 1 \| – \| \| 20. Oktober 2012 – 26. Oktober 2012 1 Woche (insgesamt 2) \| 2 \| GOOD Music \| Cruel Summer \| – \| \| 27. Oktober 2012 – 9. November 2012 2 Wochen (insgesamt 2) \| 2 \| Macklemore & Ryan Lewis \| The Heist \| – \| \| 10. November 2012 – 16. November 2012 1 Woche (insgesamt 1) \| 1 \| Kendrick Lamar \| Good Kid, M.A.A.D City \| – \| \| 17. November 2012 – 30. November 2012 2 Wochen (insgesamt 2) \| 2 \| Meek Mill \| Dreams and Nightmares \| – \| \| 1. Dezember 2012 – 7. Dezember 2012 1 Woche (insgesamt 2) \| 2 \| Kendrick Lamar \| Good Kid, M.A.A.D City \| – \| \| 8. Dezember 2012 – 14. Dezember 2012 1 Woche (insgesamt 1) \| 1 \| Pitbull \| Global Warming[35] \| – \| \| 15. Dezember 2012 – 21. Dezember 2012 1 Woche (insgesamt 3) \| 3 \| Kendrick Lamar \| Good Kid, M.A.A.D City \| – \| \| 22. Dezember 2012 – 28. Dezember 2012 1 Woche (insgesamt 1) \| 1 \| Wiz Khalifa \| O.N.I.F.C. \| – \| |                                            |                                            |                                                      |                           |
| ← 2011 |                                            |                                            |                                                      | → 2013 →                  |
| Zeitraum | Wo. ges.                                   | Interpret                                  | Titel                                                | Zusätzliche Informationen |
| (Zeitraum, Wochen auf Platz eins, Interpret, Titel, zusätzliche Informationen) |                                            |                                            |                                                      |                           |
| 31. Dezember 2011 – 6. Januar 2012 1 Woche (insgesamt 5) | 5                                          | Drake                                      | Take Care                                            | –                         |
| 7. Januar 2012 – 13. Januar 2012 1 Woche (insgesamt 1) | 1                                          | Young Jeezy                                | TM:103 Hustlerz Ambition                             | –                         |
| 14. Januar 2012 – 9. März 2012 8 Wochen (insgesamt 13) | 13                                         | Drake                                      | Take Care                                            | –                         |
| 10. März 2012 – 23. März 2012 2 Wochen (insgesamt 2) | 2                                          | Tyga                                       | Careless World: Rise of the Last King                | –                         |
| 24. März 2012 – 6. April 2012 2 Wochen (insgesamt 15) | 15                                         | Drake                                      | Take Care                                            | –                         |
| 7. April 2012 – 13. April 2012 1 Woche (insgesamt 1) | 1                                          | Odd Future                                 | The OF Tape Vol. 2                                   | –                         |
| 14. April 2012 – 20. April 2012 1 Woche (insgesamt 16) | 16                                         | Drake                                      | Take Care                                            | –                         |
| 21. April 2012 – 18. Mai 2012 4 Wochen (insgesamt 4) | 4                                          | Nicki Minaj                                | Pink Friday: Roman Reloaded                          | –                         |
| 19. Mai 2012 – 1. Juni 2012 2 Wochen (insgesamt 2) | 2                                          | B.o.B                                      | Strange Clouds                                       | –                         |
| 2. Juni 2012 – 22. Juni 2012 3 Wochen (insgesamt 7) | 7                                          | Nicki Minaj                                | Pink Friday: Roman Reloaded                          | –                         |
| 23. Juni 2012 – 29. Juni 2012 1 Woche (insgesamt 1) | 1                                          | Big K.R.I.T.                               | Live from the Underground                            | –                         |
| 30. Juni 2012 – 6. Juli 2012 1 Woche (insgesamt 1) | 1                                          | Waka Flocka Flame                          | Triple F Life: Friends, Fans & Family                | –                         |
| 7. Juli 2012 – 13. Juli 2012 1 Woche (insgesamt 1) | 1                                          | Various Artists                            | Let It Shine                                         | –                         |
| 14. Juli 2012 – 3. August 2012 3 Wochen (insgesamt 3) | 3                                          | Maybach Music Group                        | Self Made Vol. 2                                     | –                         |
| 4. August 2012 – 17. August 2012 2 Wochen (insgesamt 2) | 2                                          | Nas                                        | Life Is Good                                         | –                         |
| 18. August 2012 – 31. August 2012 2 Wochen (insgesamt 2) | 2                                          | Rick Ross                                  | God Forgives, I Don’t                                | –                         |
| 1. September 2012 – 14. September 2012 2 Wochen (insgesamt 2) | 2                                          | 2 Chainz                                   | Based on a T.R.U. Story                              | –                         |
| 15. September 2012 – 21. September 2012 1 Woche (insgesamt 1) | 1                                          | Slaughterhouse                             | Welcome to: Our House                                | –                         |
| 22. September 2012 – 28. September 2012 1 Woche (insgesamt 1) | 1                                          | Lecrae                                     | Gravity                                              | –                         |
| 29. September 2012 – 5. Oktober 2012 1 Woche (insgesamt 3) | 3                                          | 2 Chainz                                   | Based on a T.R.U. Story                              | –                         |
| 6. Oktober 2012 – 12. Oktober 2012 1 Woche (insgesamt 1) | 1                                          | GOOD Music                                 | Cruel Summer                                         | –                         |
| 13. Oktober 2012 – 19. Oktober 2012 1 Woche (insgesamt 1) | 1                                          | Lupe Fiasco                                | Food & Liquor II: The Great American Rap Album Pt. 1 | –                         |
| 20. Oktober 2012 – 26. Oktober 2012 1 Woche (insgesamt 2) | 2                                          | GOOD Music                                 | Cruel Summer                                         | –                         |
| 27. Oktober 2012 – 9. November 2012 2 Wochen (insgesamt 2) | 2                                          | Macklemore & Ryan Lewis                    | The Heist                                            | –                         |
| 10. November 2012 – 16. November 2012 1 Woche (insgesamt 1) | 1                                          | Kendrick Lamar                             | Good Kid, M.A.A.D City                               | –                         |
| 17. November 2012 – 30. November 2012 2 Wochen (insgesamt 2) | 2                                          | Meek Mill                                  | Dreams and Nightmares                                | –                         |
| 1. Dezember 2012 – 7. Dezember 2012 1 Woche (insgesamt 2) | 2                                          | Kendrick Lamar                             | Good Kid, M.A.A.D City                               | –                         |
| 8. Dezember 2012 – 14. Dezember 2012 1 Woche (insgesamt 1) | 1                                          | Pitbull                                    | Global Warming                                       | –                         |
| 15. Dezember 2012 – 21. Dezember 2012 1 Woche (insgesamt 3) | 3                                          | Kendrick Lamar                             | Good Kid, M.A.A.D City                               | –                         |
| 22. Dezember 2012 – 28. Dezember 2012 1 Woche (insgesamt 1) | 1                                          | Wiz Khalifa                                | O.N.I.F.C.                                           | –                         |